# Pangasius kunyit
Pangasius kunyit és una espècie de peix de la família dels pangàsids i de l'ordre dels siluriformes.

## Morfologia
Les femelles poden assolir els 70,2 cm de llargària total.

## Distribució geogràfica
Es troba a Àsia: Sumatra (Indonèsia), Sabah (Malàisia) i el delta del riu Mekong (Vietnam).

## Vàlua econòmica
És considerat un bon candidat per a ésser criat en aqüicultura i la seua reproducció en captivitat ja s'ha aconseguit al delta del riu Mekong (Vietnam).